# Coupe d'Angleterre de football 2015-2016
Navigation
Coupe d'Angleterre 2014-2015 Coupe d'Angleterre 2016-2017
La Coupe d'Angleterre 2015-2016 est la 135e édition de la FA Cup, la coupe principale dans le football anglais et la plus vieille compétition à élimination directe du monde. Elle commence le 15 août 2015 et se termine le 21 mai 2016. Au total, 736 clubs y participent.
L'équipe défendant son titre est Arsenal, ayant battu Aston Villa à l'occasion de la dernière finale en date sur le score de 4–0.
Les demi-finales ont lieu à Wembley, et ceci depuis 2008, afin de rentabiliser le prix du stade, malgré les protestations de certains supporters. Le stade accueille aussi la finale.

## Calendrier de l'épreuve
| Tour                            | Date des matches  | Matches | Clubs     | Nouvelles entrées | Gain                                      |
| ------------------------------- | ----------------- | ------- | --------- | ----------------- | ----------------------------------------- |
| Tour extra-préliminaire         | 15 août 2015      | 184     | 736 → 552 | 368 : 369e à 736e | 1500£                                     |
| Tour préliminaire               | 29 août 2015      | 160     | 552 → 392 | 136 : 233e à 368e | 1925£                                     |
| Premier tour de qualification   | 12 septembre 2015 | 116     | 392 → 276 | 72 : 161e à 232e  | 3000£                                     |
| Deuxième tour de qualification  | 26 septembre 2015 | 80      | 276 → 196 | 44 : 117e à 160e  | 4500£                                     |
| Troisième tour de qualification | 10 octobre 2015   | 40      | 196 → 156 | -                 | 7500£                                     |
| Quatrième tour de qualification | 24 octobre 2015   | 32      | 156 → 124 | 24 : 93e à 116e   | 12 500£                                   |
| Premier tour (1/128 de finale)  | 7 novembre 2015   | 40      | 124 → 84  | 48 : 92e à 44e    | 18 000£                                   |
| Deuxième tour (1/64 de finale)  | 5 décembre 2015   | 20      | 84 → 64   | -                 | 27 000£                                   |
| Troisième tour (1/32 de finale) | 9 janvier 2016    | 32      | 64 → 32   | 44 : 44e à 1er    | 67 500£                                   |
| Quatrième tour (1/16 de finale) | 30 janvier 2016   | 16      | 32 → 16   | -                 | 90 000£                                   |
| Cinquième tour (1/8 de finale)  | 20 février 2016   | 8       | 16 → 8    | -                 | 180 000£                                  |
| Quarts de finale                | 12 mars 2016      | 4       | 8 → 4     | -                 | 360 000£                                  |
| Demi-finales                    | 23-24 avril 2016  | 2       | 4 → 2     | -                 | Perdant : 450 000£ Vainqueur : 900 000£   |
| Finale                          | 21 mai 2016       | 1       | 2 → 1     | -                 | Perdant : 900 000£ Vainqueur : 1 800 000£ |

## Premier tour (1/128 de finale)
Le tirage au sort a eu lieu le 26 octobre 2015. Les deux équipes du niveau le plus bas dans la hiérarchie du football anglais sont Northwich Victoria et Didcot Town. Ils évoluent en D8.
| 6 novembre 2015 | Salford City (7) | 2 - 0 | Notts County (4) |  |  |
|                 |                  |       |                  |  |  |

| 7 novembre 2015 | Burton Albion (3) | 0 - 3 | Peterborough United (3) |  |  |
|                 |                   |       |                         |  |  |

|  | Barnet (4) | 2 - 0 | Blackpool (3) |  |  |
|  |            |       |               |  |  |

|  | Cambridge United (4) | 1 - 0 | Basingstoke (6) |  |  |
|  |                      |       |                 |  |  |

|  | Mansfield Town (4) | 0 - 0 | Oldham Athletic (3) |  |  |
|  |                    |       |                     |  |  |

|  | Altrincham (5) | 1 - 0 | Barnsley (3) |  |  |
|  |                |       |              |  |  |

|  | Crewe Alexandra (3) | 0 - 1 | Eastleigh (5) |  |  |
|  |                     |       |               |  |  |

|  | Northwich Victoria (8) | 1 - 1 | Boreham Wood (5) |  |  |
|  |                        |       |                  |  |  |

|  | Coventry City (3) | 1 - 2 | Northampton Town (4) |  |  |
|  |                   |       |                      |  |  |

|  | Grimsby Town (5) | 5 - 1 | St. Albans City (6) |  |  |
|  |                  |       |                     |  |  |

|  | Hartlepool United (4) | 1 - 0 | Cheltenham Town (5) |  |  |
|  |                       |       |                     |  |  |

|  | Dover Athletic (5) | 1 - 2 | Stourbridge (7) |  |  |
|  |                    |       |                 |  |  |

|  | Stevenage (4) | 3 - 0 | Gillingham (3) |  |  |
|  |               |       |                |  |  |

|  | Millwall (3) | 3 - 1 | AFC Flyde (6) |  |  |
|  |              |       |               |  |  |

|  | Walsall (3) | 2 - 0 | Fleetwood Town (3) |  |  |
|  |             |       |                    |  |  |

|  | Bury (3) | 4 - 0 | Wigan Athletic (3) |  |  |
|  |          |       |                    |  |  |

|  | Portsmouth (4) | 2 - 1 | Macclesfield Town (5) |  |  |
|  |                |       |                       |  |  |

|  | Sheffield United (3) | 3 - 0 | Worecester City (6) |  |  |
|  |                      |       |                     |  |  |

|  | Barwell (7) | 0 - 2 | Welling United (5) |  |  |
|  |             |       |                    |  |  |

|  | Crawley Town (4) | 1 - 2 | Luton Town (4) |  |  |
|  |                  |       |                |  |  |

|  | Doncaster Rovers (3) | 2 - 0 | Stalybridge Celtic (6) |  |  |
|  |                      |       |                        |  |  |

|  | Dagenham & Redbridge (4) | 0 - 0 | Morecambe (4) |  |  |
|  |                          |       |               |  |  |

|  | Leyton Orient (4) | 6 - 1 | Staines Town (7) |  |  |
|  |                   |       |                  |  |  |

|  | Accrington Stanley (4) | 3 - 2 | York City (4) |  |  |
|  |                        |       |               |  |  |

|  | Scunthorpe United (3) | 2 - 1 | Southend United (3) |  |  |
|  |                       |       |                     |  |  |

|  | Wimbledon (4) | 1 - 2 | Forest Green Rovers (5) |  |  |
|  |               |       |                         |  |  |

|  | Plymouth Argyle (4) | 0 - 2 | Carlisle United (4) |  |  |
|  |                     |       |                     |  |  |

|  | Rochdale (3) | 3 - 1 | Swindon Town (3) |  |  |
|  |              |       |                  |  |  |

|  | Wealdstone (6) | 2 - 6 | Colchester United (3) |  |  |
|  |                |       |                       |  |  |

| 8 novembre 2015 | Port Vale (3) | 1 - 1 | Maidenhead United (6) |  |  |
|                 |               |       |                       |  |  |

|  | Bristol Rovers (4) | 0 - 1 | Chesham United (7) |  |  |
|  |                    |       |                    |  |  |

|  | Brackley Town (6) | 2 - 2 | Newport County (4) |  |  |
|  |                   |       |                    |  |  |

|  | Aldershot Town (5) | 0 - 0 | Bradford City (3) |  |  |
|  |                    |       |                   |  |  |

|  | Halifax Town (5) | 0 - 4 | Wycombe Wanderers (4) |  |  |
|  |                  |       |                       |  |  |

|  | Didcot Town (8) | 0 - 3 | Exeter City (4) |  |  |
|  |                 |       |                 |  |  |

|  | Gainsborough Trinity (6) | 0 - 1 | Shrewsbury Town (3) |  |  |
|  |                          |       |                     |  |  |

|  | Maidstone United (6) | 0 - 1 | Yeovil Town (4) |  |  |
|  |                      |       |                 |  |  |

|  | Braintree Town (5) | 1 - 1 | Oxford United (4) |  |  |
|  |                    |       |                   |  |  |

|  | Whitehawk (6) | 5 - 3 | Lincoln City (5) |  |  |
|  |               |       |                  |  |  |

| 9 novembre 2015 | FC United of Manchester (6) | 1 - 4 | Chesterfield (3) |  |  |
|                 |                             |       |                  |  |  |

### Matchs rejoués
| 16 novembre 2015 | Boreham Wood (5) | 1 - 2 | Northwich Victoria (8) |  |  |
|                  |                  |       |                        |  |  |

| 17 novembre 2015 | Oldham Athletic (3) | 2 - 0 | Mansfield Town (4) |  |  |
|                  |                     |       |                    |  |  |

| 17 novembre 2015 | Newport County (4) | 4 - 1 | Brackley Town (6) |  |  |
|                  |                    |       |                   |  |  |

| 17 novembre 2015 | Morecambe (4) | 2 - 4 | Dagenham & Redbridge (4) |  |  |
|                  |               |       |                          |  |  |

| 17 novembre 2015 | Oxford United (4) | 3 - 1 | Braintree Town (5) |  |  |
|                  |                   |       |                    |  |  |

| 18 novembre 2015 | Bradford City (3) | 2 - 0 | Aldershot Town (5) |  |  |
|                  |                   |       |                    |  |  |

| 19 novembre 2015 | Maidenhead United (6) | 1 - 3 | Port Vale (3) |  |  |
|                  |                       |       |               |  |  |

## Deuxième tour (1/64 de finale)
Le tirage au sort a eu lieu le 9 novembre 2015. L'équipe du niveau le plus bas dans la hiérarchie du football anglais est Northwich Victoria. Elle évolue en D8.
| 4 décembre 2015 | Salford City (7) | 1 - 1 | Hartlepool United (4) |                                        |
|                 |                  |       |                       | Moor Lane, Salford Spectateurs : 1 400 |

| 5 décembre 2015 | Chesterfield (3) | 1 - 1 | Walsall (3) |                              |
|                 |                  |       |             | Proact Stadium, Chesterfield |

|  | Sheffield United (3) | 1 - 0 | Oldham Athletic |                         |
|  |                      |       |                 | Bramall Lane, Sheffield |

|  | Barnet (4) | 0 - 1 | Newport County (4) |                                               |
|  |            |       |                    | The Hive Stadium, Londres Spectateurs : 1 767 |

|  | Portsmouth (4) | 1 - 0 | Accrington Stanley (4) |                                              |
|  |                |       |                        | Fratton Park, Portsmouth Spectateurs : 9 258 |

|  | Stourbridge (7) | 0 - 2 | Eastleigh (5) |                                                          |
|  |                 |       |               | War Memorial Athletic Ground, Dudley Spectateurs : 2 086 |

|  | Yeovil Town (4) | 1 - 0 | Stevenage (4) |                    |
|  |                 |       |               | Huish Park, Yeovil |

|  | Leyton Orient (4) | 0 - 0 | Scunthorpe United (3) |                                            |
|  |                   |       |                       | Brisbane Road, Londres Spectateurs : 2 540 |

|  | Millwall (3) | 1 - 2 | Wycombe Wanderers (4) |                  |
|  |              |       |                       | The Den, Londres |

|  | Northampton Town (4) | 3 - 2 | Northwich Victoria (8) |                                |
|  |                      |       |                        | Sixfields Stadium, Northampton |

| 6 décembre 2015 | Exeter City (4) | 2 - 0 | Port Vale (3) |                          |
|                 |                 |       |               | Saint James Park, Exeter |

|  | Peterborough United (3) | 2 - 0 | Luton Town (4) |                                   |
|  |                         |       |                | London Road Stadium, Peterborough |

|  | Cambridge United (4) | 1 - 3 | Doncaster Rovers (3) |                          |
|  |                      |       |                      | Abbey Stadium, Cambridge |

|  | Rochdale (3) | 0 - 1 | Bury (3) |                                                |
|  |              |       |          | Spotland Stadium, Rochdale Spectateurs : 4 887 |

|  | Welling United (5) | 0 - 5 | Carlisle United (4) |                         |
|  |                    |       |                     | Park View Road, Welling |

|  | Colchester United (3) | 3 - 2 | Altrincham (5) |                                            |
|  |                       |       |                | Weston Homes Community Stadium, Colchester |

|  | Dagenham & Redbridge (4) | 1 - 1 | Whitehawk (6) |                         |
|  |                          |       |               | Victoria Road, Dagenham |

|  | Bradford City (3) | 4 - 0 | Chesham United (7) |                         |
|  |                   |       |                    | Valley Parade, Bradford |

|  | Oxford United (4) | 1 - 0 | Forest Green Rovers (5) |                        |
|  |                   |       |                         | Kassam Stadium, Oxford |

| 7 décembre 2015 | Grimsby Town (5) | 0 - 0 | Shrewsbury Town (3) |                            |
|                 |                  |       |                     | Blundell Park, Cleethorpes |

### Matchs rejoués
| 15 décembre 2015 | Hartlepool United (4) | 2 - 0 a. p. | Salford City (7) |                           |
|                  |                       |             |                  | Victoria Park, Hartlepool |

|  | Walsall (3)       | 0 - 0 a. p. 5 - 3 t. a. b. | Chesterfield (3) |                         |
|  |                   |                            |                  | Bescot Stadium, Walsall |
|  | Tirs au but 5 - 3 |                            |                  |                         |

|  | Scunthorpe United (3) | 3 - 0 | Leyton Orient (4) |                           |
|  |                       |       |                   | Glanford Park, Scunthorpe |

|  | Shrewsbury Town (3) | 1 - 0 | Grimsby Town (5) |                        |
|  |                     |       |                  | New Meadow, Shrewsbury |

| 16 décembre 2015 | Whitehawk (6) | 2 - 3 a. p. | Dagenham & Redbridge (4) |                               |
|                  |               |             |                          | The Enclosed Ground, Brighton |

## Troisième tour (1/32 de finale)
Le tirage au sort a eu lieu le 7 décembre 2015. L'équipe du niveau le plus bas dans la hiérarchie du football anglais, est Eastleigh. Elle évolue en D5.
| 8 janvier 2016 | Exeter City (4)           | 2 - 2   | Liverpool (1)            |                                                                         |                                                                         |
| 19h55 GMT      | Nichols 9e · Holmes 45+1e | (2 - 1) | Sinclair 12e · Smith 73e | Saint James Park, Exeter Spectateurs : 8 298 Arbitrage : Stuart Attwell | Saint James Park, Exeter Spectateurs : 8 298 Arbitrage : Stuart Attwell |
| 19h55 GMT      | Rapport                   |         |                          | Saint James Park, Exeter Spectateurs : 8 298 Arbitrage : Stuart Attwell | Saint James Park, Exeter Spectateurs : 8 298 Arbitrage : Stuart Attwell |

| 9 janvier 2016 | Manchester United (1) | 1 - 0   | Sheffield United (3) |                                                                         |                                                                         |
| 17h30 GMT      | Rooney 90+3e (pen.)   | (0 - 0) |                      | Old Trafford, Manchester Spectateurs : 74 284 Arbitrage : Jonathan Moss | Old Trafford, Manchester Spectateurs : 74 284 Arbitrage : Jonathan Moss |
| 17h30 GMT      | Rapport               |         |                      | Old Trafford, Manchester Spectateurs : 74 284 Arbitrage : Jonathan Moss | Old Trafford, Manchester Spectateurs : 74 284 Arbitrage : Jonathan Moss |

| 9 janvier 2016 | Ipswich Town (2)     | 2 - 2   | Portsmouth (4)            |                                            |                                            |
| 15h00 GMT      | Oar 53e · Fraser 88e | (0 - 0) | Bennett 55e · Chaplin 86e | Portman Road, Ipswich Spectateurs : 17 020 | Portman Road, Ipswich Spectateurs : 17 020 |
| 15h00 GMT      | Rapport              |         |                           | Portman Road, Ipswich Spectateurs : 17 020 | Portman Road, Ipswich Spectateurs : 17 020 |

| 9 janvier 2016 | Eastleigh (5)     | 1 - 1   | Bolton Wanderers (2) |                                          |                                          |
| 15h00 GMT      | Dervite 51e (csc) | (0 - 0) | Pratley 87e          | Ten Acres, Eastleigh Spectateurs : 5 250 | Ten Acres, Eastleigh Spectateurs : 5 250 |
| 15h00 GMT      | Rapport           |         |                      | Ten Acres, Eastleigh Spectateurs : 5 250 | Ten Acres, Eastleigh Spectateurs : 5 250 |

| 9 janvier 2016 | Wycombe Wanderers (4) | 1 - 1   | Aston Villa (1) |                                                                         |                                                                         |
| 12h45 GMT      | Jacobson 50e (pen.)   | (0 - 1) | Richards 22e    | Adams Park, High Wycombe Spectateurs : 9 298 Arbitrage : Michael Oliver | Adams Park, High Wycombe Spectateurs : 9 298 Arbitrage : Michael Oliver |
| 12h45 GMT      | Rapport               |         |                 | Adams Park, High Wycombe Spectateurs : 9 298 Arbitrage : Michael Oliver | Adams Park, High Wycombe Spectateurs : 9 298 Arbitrage : Michael Oliver |

| 9 janvier 2016 | Northampton Town (4) | 2 - 2   | Milton Keynes Dons (2)            |                                                    |                                                    |
| 15h00 GMT      | Holmes 49e 58e       | (0 - 1) | Cresswell 13e (csc) · Maynard 82e | Sixfields Stadium, Northampton Spectateurs : 5 878 | Sixfields Stadium, Northampton Spectateurs : 5 878 |
| 15h00 GMT      | Rapport              |         |                                   | Sixfields Stadium, Northampton Spectateurs : 5 878 | Sixfields Stadium, Northampton Spectateurs : 5 878 |

| 9 janvier 2016 | Peterborough United (3)       | 2 - 0   | Preston North End (2) |                                                       |                                                       |
| 15h00 GMT      | Samuelsen 7e · Washington 52e | (1 - 0) |                       | London Road Stadium, Peterborough Spectateurs : 7 665 | London Road Stadium, Peterborough Spectateurs : 7 665 |
| 15h00 GMT      | Rapport                       |         |                       | London Road Stadium, Peterborough Spectateurs : 7 665 | London Road Stadium, Peterborough Spectateurs : 7 665 |

| 9 janvier 2016 | Doncaster Rovers (3) | 1 - 2   | Stoke City (1)           |                                                  |                                                  |
| 15h00 GMT      | Tyson 25e            | (1 - 1) | Crouch 15e · Walters 57e | Keepmoat Stadium, Doncaster Spectateurs : 13 299 | Keepmoat Stadium, Doncaster Spectateurs : 13 299 |
| 15h00 GMT      | Rapport              |         |                          | Keepmoat Stadium, Doncaster Spectateurs : 13 299 | Keepmoat Stadium, Doncaster Spectateurs : 13 299 |

| 9 janvier 2016 | Bury (3) | 0 - 0 | Bradford City (3) |                                                              |                                                              |
| 15h00 GMT      |          |       |                   | Gigg Lane, Bury Spectateurs : 6 962 Arbitrage : Robert Lewis | Gigg Lane, Bury Spectateurs : 6 962 Arbitrage : Robert Lewis |
| 15h00 GMT      | Rapport  |       |                   | Gigg Lane, Bury Spectateurs : 6 962 Arbitrage : Robert Lewis | Gigg Lane, Bury Spectateurs : 6 962 Arbitrage : Robert Lewis |

| 9 janvier 2016 | Colchester United (3)    | 2 - 1   | Charlton Athletic (2) |                                                                |                                                                |
| 15h00 GMT      | Moncur 28e · Sordell 41e | (2 - 0) | Ghoochannejhad 90e    | Weston Homes Community Stadium, Colchester Spectateurs : 5 742 | Weston Homes Community Stadium, Colchester Spectateurs : 5 742 |
| 15h00 GMT      | Rapport                  |         |                       | Weston Homes Community Stadium, Colchester Spectateurs : 5 742 | Weston Homes Community Stadium, Colchester Spectateurs : 5 742 |

| 9 janvier 2016 | Hartlepool United (4) | 1 - 2   | Derby County (2)           |                                                                       |                                                                       |
| 15h00 GMT      | Gray 61e              | (0 - 0) | Butterfield 67e · Bent 85e | Victoria Park, Hartlepool Spectateurs : 4 860 Arbitrage : Darren Bond | Victoria Park, Hartlepool Spectateurs : 4 860 Arbitrage : Darren Bond |
| 15h00 GMT      | Rapport               |         |                            | Victoria Park, Hartlepool Spectateurs : 4 860 Arbitrage : Darren Bond | Victoria Park, Hartlepool Spectateurs : 4 860 Arbitrage : Darren Bond |

| 9 janvier 2016 | Brentford (2) | 0 - 1   | Walsall (3) |                                           |                                           |
| 15h00 GMT      |               | (0 - 1) | Mantom 34e  | Griffin Park, Londres Spectateurs : 7 950 | Griffin Park, Londres Spectateurs : 7 950 |
| 15h00 GMT      | Rapport       |         |             | Griffin Park, Londres Spectateurs : 7 950 | Griffin Park, Londres Spectateurs : 7 950 |

| 9 janvier 2016 | Everton (1)                    | 2 - 0   | Dagenham & Redbridge (4) |                                               |                                               |
| 15h00 GMT      | Koné 32e · Mirallas 85e (pen.) | (1 - 0) |                          | Goodison Park, Liverpool Spectateurs : 30 918 | Goodison Park, Liverpool Spectateurs : 30 918 |
| 15h00 GMT      | Rapport                        |         |                          | Goodison Park, Liverpool Spectateurs : 30 918 | Goodison Park, Liverpool Spectateurs : 30 918 |

| 9 janvier 2016 | Norwich City (1) | 0 - 3   | Manchester City (1)                        |                                           |                                           |
| 15h00 GMT      |                  | (0 - 2) | Agüero 16e · Iheanacho 31e · De Bruyne 78e | Carrow Road, Norwich Spectateurs : 24 507 | Carrow Road, Norwich Spectateurs : 24 507 |
| 15h00 GMT      | Rapport          |         |                                            | Carrow Road, Norwich Spectateurs : 24 507 | Carrow Road, Norwich Spectateurs : 24 507 |

| 9 janvier 2016 | Arsenal (1)                            | 3 - 1   | Sunderland (1) |                                                                            |                                                                            |
| 15h00 GMT      | Campbell 25e · Ramsey 72e · Giroud 75e | (1 - 1) | Lens 17e       | Emirates Stadium, Londres Spectateurs : 59 349 Arbitrage : Martin Atkinson | Emirates Stadium, Londres Spectateurs : 59 349 Arbitrage : Martin Atkinson |
| 15h00 GMT      | Rapport                                |         |                | Emirates Stadium, Londres Spectateurs : 59 349 Arbitrage : Martin Atkinson | Emirates Stadium, Londres Spectateurs : 59 349 Arbitrage : Martin Atkinson |

| 9 janvier 2016 | Birmingham City (2) | 1 - 2   | Bournemouth (1)                |                                                                   |                                                                   |
| 15h00 GMT      | Morrison 40e        | (1 - 1) | Tomlin 44e (pen.) · Murray 85e | St Andrew's, Birmingham Spectateurs : 13 140 Arbitrage : M. Jones | St Andrew's, Birmingham Spectateurs : 13 140 Arbitrage : M. Jones |
| 15h00 GMT      | Rapport             |         |                                | St Andrew's, Birmingham Spectateurs : 13 140 Arbitrage : M. Jones | St Andrew's, Birmingham Spectateurs : 13 140 Arbitrage : M. Jones |

| 9 janvier 2016 | Southampton (1) | 1 - 2   | Crystal Palace (1)  |                                                                          |                                                                          |
| 15h00 GMT      | Romeu 51e       | (0 - 1) | Ward 29e · Zaha 68e | St Mary's Stadium, Southampton Spectateurs : 30 763 Arbitrage : L. Mason | St Mary's Stadium, Southampton Spectateurs : 30 763 Arbitrage : L. Mason |
| 15h00 GMT      | Rapport         |         |                     | St Mary's Stadium, Southampton Spectateurs : 30 763 Arbitrage : L. Mason | St Mary's Stadium, Southampton Spectateurs : 30 763 Arbitrage : L. Mason |

| 9 janvier 2016 | Watford (1) | 1 - 0   | Newcastle United (1) |                                             |                                             |
| 15h00 GMT      | Deeney 44e  | (1 - 0) |                      | Vicarage Road, Watford Spectateurs : 18 259 | Vicarage Road, Watford Spectateurs : 18 259 |
| 15h00 GMT      | Rapport     |         |                      | Vicarage Road, Watford Spectateurs : 18 259 | Vicarage Road, Watford Spectateurs : 18 259 |

| 9 janvier 2016 | West Bromwich Albion (1)    | 2 - 2   | Bristol City (2)       |                                                   |                                                   |
| 15h00 GMT      | Berahino 67e · Morrison 90e | (0 - 0) | Kodjia 74e · Agard 83e | The Hawthorns, West Bromwich Spectateurs : 24 917 | The Hawthorns, West Bromwich Spectateurs : 24 917 |
| 15h00 GMT      | Rapport                     |         |                        | The Hawthorns, West Bromwich Spectateurs : 24 917 | The Hawthorns, West Bromwich Spectateurs : 24 917 |

| 9 janvier 2016 | West Ham United (1) | 1 - 0   | Wolverhampton Wanderers (2) |                                             |                                             |
| 15h00 GMT      | Jelavić 85e         | (0 - 0) |                             | Boleyn Ground, Londres Spectateurs : 34 547 | Boleyn Ground, Londres Spectateurs : 34 547 |
| 15h00 GMT      | Rapport             |         |                             | Boleyn Ground, Londres Spectateurs : 34 547 | Boleyn Ground, Londres Spectateurs : 34 547 |

| 9 janvier 2016 | Hull City (2)        | 1 - 0   | Brighton & Hove Albion (2) |                                       |                                       |
| 15h00 GMT      | Snodgrass 41e (pen.) | (1 - 0) |                            | KC Stadium, Hull Spectateurs : 10 706 | KC Stadium, Hull Spectateurs : 10 706 |
| 15h00 GMT      | Rapport              |         |                            | KC Stadium, Hull Spectateurs : 10 706 | KC Stadium, Hull Spectateurs : 10 706 |

| 9 janvier 2016 | Nottingham Forest (2) | 1 - 0   | Queens Park Rangers (2) |                                                  |                                                  |
| 15h00 GMT      | Ward 24e              | (1 - 0) |                         | City Ground, West Bridgford Spectateurs : 14 197 | City Ground, West Bridgford Spectateurs : 14 197 |
| 15h00 GMT      | Rapport               |         |                         | City Ground, West Bridgford Spectateurs : 14 197 | City Ground, West Bridgford Spectateurs : 14 197 |

| 9 janvier 2016 | Middlesbrough (2) | 1 - 2   | Burnley (2)             |                                                       |                                                       |
| 15h00 GMT      | Fabbrini 36e      | (1 - 1) | Hennings 45e · Ward 71e | Riverside Stadium, Middlesbrough Spectateurs : 18 286 | Riverside Stadium, Middlesbrough Spectateurs : 18 286 |
| 15h00 GMT      | Rapport           |         |                         | Riverside Stadium, Middlesbrough Spectateurs : 18 286 | Riverside Stadium, Middlesbrough Spectateurs : 18 286 |

| 9 janvier 2016 | Sheffield Wednesday (2) | 2 - 1   | Fulham (2)  |                                              |                                              |
| 15h00 GMT      | Bannan 42e · Nuhiu 73e  | (1 - 1) | Dembélé 43e | Hillsborough, Sheffield Spectateurs : 15 244 | Hillsborough, Sheffield Spectateurs : 15 244 |
| 15h00 GMT      | Rapport                 |         |             | Hillsborough, Sheffield Spectateurs : 15 244 | Hillsborough, Sheffield Spectateurs : 15 244 |

| 9 janvier 2016 | Leeds United (2)          | 2 - 0   | Rotherham United (2) |                                         |                                         |
| 15h00 GMT      | Carayol 45e · Doukara 90e | (1 - 0) |                      | Elland Road, Leeds Spectateurs : 16 039 | Elland Road, Leeds Spectateurs : 16 039 |
| 15h00 GMT      | Rapport                   |         |                      | Elland Road, Leeds Spectateurs : 16 039 | Elland Road, Leeds Spectateurs : 16 039 |

| 9 janvier 2016 | Huddersfield Town (2)             | 2 - 2   | Reading Football Club (2)   |                                                        |                                                        |
| 15h00 GMT      | Paterson 57e · Wells 90+2e (pen.) | (0 - 0) | Vydra 71e · Robson-Kanu 87e | John Smith's Stadium, Huddersfield Spectateurs : 9 236 | John Smith's Stadium, Huddersfield Spectateurs : 9 236 |
| 15h00 GMT      | Rapport                           |         |                             | John Smith's Stadium, Huddersfield Spectateurs : 9 236 | John Smith's Stadium, Huddersfield Spectateurs : 9 236 |

| 10 janvier 2016 | Oxford United (4)                   | 3 - 2   | Swansea City (1)        |                                             |                                             |
| 12h00 GMT       | Sercombe 45e (pen.) · Roofe 49e 59e | (1 - 1) | Montero 23e · Gomis 66e | Kassam Stadium, Oxford Spectateurs : 11 600 | Kassam Stadium, Oxford Spectateurs : 11 600 |
| 12h00 GMT       | Rapport                             |         |                         | Kassam Stadium, Oxford Spectateurs : 11 600 | Kassam Stadium, Oxford Spectateurs : 11 600 |

| 10 janvier 2016 | Carlisle United (4)      | 2 - 2   | Yeovil Town (4)          |                                            |                                            |
| 14h00 GMT       | Grainger 25e · Ellis 76e | (1 - 0) | Zoko 71e · Jeffers 90+2e | Brunton Park, Carlisle Spectateurs : 3 357 | Brunton Park, Carlisle Spectateurs : 3 357 |
| 14h00 GMT       | Rapport                  |         |                          | Brunton Park, Carlisle Spectateurs : 3 357 | Brunton Park, Carlisle Spectateurs : 3 357 |

| 10 janvier 2016 | Chelsea (1)                        | 2 - 0   | Scunthorpe United (3) |                                               |                                               |
| 14h00 GMT       | Diego Costa 13e · Loftus-Cheek 68e | (1 - 0) |                       | Stamford Bridge, Londres Spectateurs : 41 625 | Stamford Bridge, Londres Spectateurs : 41 625 |
| 14h00 GMT       | Rapport                            |         |                       | Stamford Bridge, Londres Spectateurs : 41 625 | Stamford Bridge, Londres Spectateurs : 41 625 |

| 10 janvier 2016 | Tottenham Hotspur (1)        | 2 - 2   | Leicester City (1)           |                                                                         |                                                                         |
| 16h00 GMT       | Eriksen 9e · Kane 89e (pen.) | (1 - 1) | Wasilewski 19e · Okazaki 48e | White Hart Lane, Londres Spectateurs : 35 805 Arbitrage : Robert Maldey | White Hart Lane, Londres Spectateurs : 35 805 Arbitrage : Robert Maldey |
| 16h00 GMT       | Rapport                      |         |                              | White Hart Lane, Londres Spectateurs : 35 805 Arbitrage : Robert Maldey | White Hart Lane, Londres Spectateurs : 35 805 Arbitrage : Robert Maldey |

| 10 janvier 2016 | Cardiff City (2) | 0 - 1   | Shrewsbury Town (3) |                                                                            |                                                                            |
| 18h00 GMT       |                  | (0 - 0) | Mangan 62e          | Cardiff City Stadium, Cardiff Spectateurs : 4 782 Arbitrage : Peter Bankes | Cardiff City Stadium, Cardiff Spectateurs : 4 782 Arbitrage : Peter Bankes |
| 18h00 GMT       | Rapport          |         |                     | Cardiff City Stadium, Cardiff Spectateurs : 4 782 Arbitrage : Peter Bankes | Cardiff City Stadium, Cardiff Spectateurs : 4 782 Arbitrage : Peter Bankes |

| 18 janvier 2016 | Newport County (4) | 1 - 2   | Blackburn Rovers (2)            |                                                                           |                                                                           |
| 19h45 GMT       | Byrne 31e          | (1 - 1) | Marshall 8e (pen.) · Rhodes 75e | Rodney Parade, Newport Spectateurs : 5 083 Arbitrage : Charles Breakspear | Rodney Parade, Newport Spectateurs : 5 083 Arbitrage : Charles Breakspear |
| 19h45 GMT       | Rapport            |         |                                 | Rodney Parade, Newport Spectateurs : 5 083 Arbitrage : Charles Breakspear | Rodney Parade, Newport Spectateurs : 5 083 Arbitrage : Charles Breakspear |

### Matchs rejoués
| 19 janvier 2016 | Aston Villa (1)       | 2 - 0   | Wycombe Wanderers (4) |                                                                      |                                                                      |
| 19h45 GMT       | Clark 75e · Gueye 90e | (0 - 0) |                       | Villa Park, Birmingham Spectateurs : 20 706 Arbitrage : Craig Pawson | Villa Park, Birmingham Spectateurs : 20 706 Arbitrage : Craig Pawson |
| 19h45 GMT       | Rapport               |         |                       | Villa Park, Birmingham Spectateurs : 20 706 Arbitrage : Craig Pawson | Villa Park, Birmingham Spectateurs : 20 706 Arbitrage : Craig Pawson |

| 19 janvier 2016 | Bristol City (2) | 0 - 1   | West Bromwich Albion (1) |                                                                             |                                                                             |
| 19h45 GMT       |                  | (0 - 0) | Rondón 52e               | Ashton Gate Stadium, Bristol Spectateurs : 15 185 Arbitrage : Jonathan Moss | Ashton Gate Stadium, Bristol Spectateurs : 15 185 Arbitrage : Jonathan Moss |
| 19h45 GMT       | Rapport          |         |                          | Ashton Gate Stadium, Bristol Spectateurs : 15 185 Arbitrage : Jonathan Moss | Ashton Gate Stadium, Bristol Spectateurs : 15 185 Arbitrage : Jonathan Moss |

| 19 janvier 2016 | Portsmouth (4)                   | 2 - 1   | Ipswich Town (2)   |                                                                        |                                                                        |
| 19h45 GMT       | Roberts 32e (pen.) · McNulty 37e | (2 - 0) | Maitland-Niles 60e | Fratton Park, Portsmouth Spectateurs : 15 179 Arbitrage : Andy Woolmer | Fratton Park, Portsmouth Spectateurs : 15 179 Arbitrage : Andy Woolmer |
| 19h45 GMT       | Rapport                          |         |                    | Fratton Park, Portsmouth Spectateurs : 15 179 Arbitrage : Andy Woolmer | Fratton Park, Portsmouth Spectateurs : 15 179 Arbitrage : Andy Woolmer |

| 19 janvier 2016 | Milton Keynes Dons (2)                             | 3 - 0   | Northampton Town (4) |                                                                            |                                                                            |
| 19h45 GMT       | Reeves 53e (pen.) · Murphy 61e · Church 89e (pen.) | (0 - 0) |                      | Stadium mk, Milton Keynes Spectateurs : 15 133 Arbitrage : Tony Harrington | Stadium mk, Milton Keynes Spectateurs : 15 133 Arbitrage : Tony Harrington |
| 19h45 GMT       | Rapport                                            |         |                      | Stadium mk, Milton Keynes Spectateurs : 15 133 Arbitrage : Tony Harrington | Stadium mk, Milton Keynes Spectateurs : 15 133 Arbitrage : Tony Harrington |

| 19 janvier 2016 | Bradford City (3)               | 0 - 0 2 - 4 t. a. b. | Bury (3)                       |                                                                          |                                                                          |
| 19h45 GMT       |                                 |                      |                                | Valley Parade, Bradford Spectateurs : 6 227 Arbitrage : Geoff Eltringham | Valley Parade, Bradford Spectateurs : 6 227 Arbitrage : Geoff Eltringham |
| 19h45 GMT       | Rapport                         |                      |                                | Valley Parade, Bradford Spectateurs : 6 227 Arbitrage : Geoff Eltringham | Valley Parade, Bradford Spectateurs : 6 227 Arbitrage : Geoff Eltringham |
| 19h45 GMT       | McMahon · Davies · Evans · Cole | Tirs au but 2 - 4    | Tutte · Lowe · Clarke · Mellis | Valley Parade, Bradford Spectateurs : 6 227 Arbitrage : Geoff Eltringham | Valley Parade, Bradford Spectateurs : 6 227 Arbitrage : Geoff Eltringham |

| 19 janvier 2016 | Bolton Wanderers (2)                 | 3 - 2   | Eastleigh (5)                  |                                                                         |                                                                         |
| 20h00 GMT       | Madine 39e · Moxey 43e · Pratley 58e | (2 - 2) | Partington 11e · Mohamed 45+2e | Macron Stadium, Bolton Spectateurs : 8 287 Arbitrage : Mark Clattenburg | Macron Stadium, Bolton Spectateurs : 8 287 Arbitrage : Mark Clattenburg |
| 20h00 GMT       | Rapport                              |         |                                | Macron Stadium, Bolton Spectateurs : 8 287 Arbitrage : Mark Clattenburg | Macron Stadium, Bolton Spectateurs : 8 287 Arbitrage : Mark Clattenburg |

| 19 janvier 2016 | Reading (2)                                 | 5 - 2   | Huddersfield Town (2)   |                                                                           |                                                                           |
| 20h00 GMT       | Piazon 29e · Vydra 57e 61e 90e · Álex 90+3e | (1 - 2) | Paterson 8e · Smith 15e | Madejski Stadium, Reading Spectateurs : 8 119 Arbitrage : Oliver Langford | Madejski Stadium, Reading Spectateurs : 8 119 Arbitrage : Oliver Langford |
| 20h00 GMT       | Rapport                                     |         |                         | Madejski Stadium, Reading Spectateurs : 8 119 Arbitrage : Oliver Langford | Madejski Stadium, Reading Spectateurs : 8 119 Arbitrage : Oliver Langford |

| 19 janvier 2016 | Yeovil Town (4)                            | 1 - 1 4 - 5 t. a. b. | Carlisle United (4)                       |                                                                 |                                                                 |
| 19h45 GMT       | Compton 31e                                | (1 - 0)              | Sweeney 77e                               | Huish Park, Yeovil Spectateurs : 4 114 Arbitrage : Tim Robinson | Huish Park, Yeovil Spectateurs : 4 114 Arbitrage : Tim Robinson |
| 19h45 GMT       | Rapport                                    |                      |                                           | Huish Park, Yeovil Spectateurs : 4 114 Arbitrage : Tim Robinson | Huish Park, Yeovil Spectateurs : 4 114 Arbitrage : Tim Robinson |
| 19h45 GMT       | Dickson · Jeffers · Tozer · Dawson · Dolan | Tirs au but 4 - 5    | Kennedy · Sweeney · Wyke · Ibehre · Ellis | Huish Park, Yeovil Spectateurs : 4 114 Arbitrage : Tim Robinson | Huish Park, Yeovil Spectateurs : 4 114 Arbitrage : Tim Robinson |

| 20 janvier 2016 | Leicester City (1) | 0 - 2   | Tottenham Hotspur (1) |                                                                               |                                                                               |
| 19h45           |                    | (0 - 1) | Son 39e · Chadli 66e  | King Power Stadium, Leicester Spectateurs : 30 006 Arbitrage : Anthony Taylor | King Power Stadium, Leicester Spectateurs : 30 006 Arbitrage : Anthony Taylor |
| 19h45           | Rapport            |         |                       | King Power Stadium, Leicester Spectateurs : 30 006 Arbitrage : Anthony Taylor | King Power Stadium, Leicester Spectateurs : 30 006 Arbitrage : Anthony Taylor |

| 20 janvier 2016 | Liverpool (1)                      | 3 - 0   | Exeter City (4) |                                                                    |                                                                    |
| 20h00 GMT       | Allen 10e · Ojo 74e · Teixeira 82e | (1 - 0) |                 | Anfield, Liverpool Spectateurs : 43 292 Arbitrage : Neil Swarbrick | Anfield, Liverpool Spectateurs : 43 292 Arbitrage : Neil Swarbrick |
| 20h00 GMT       | Rapport                            |         |                 | Anfield, Liverpool Spectateurs : 43 292 Arbitrage : Neil Swarbrick | Anfield, Liverpool Spectateurs : 43 292 Arbitrage : Neil Swarbrick |

## Quatrième tour (1/16 de finale)
Le tirage au sort a eu lieu le 11 janvier 2016. Les équipes du niveau le plus bas dans la hiérarchie du football anglais encore en lice sont Carlisle United, Oxford United et Portsmouth. Elles évoluent en League Two (D4).
| 29 janvier 2016 | Derby County (2) | 1 - 3   | Manchester United (1)             |                                                                           |                                                                           |
| 19h55 GMT       | Thorne 37e       | (1 - 1) | Rooney 16e · Blind 65e · Mata 83e | Pride Park Stadium, Derby Spectateurs : 31 134 Arbitrage : Anthony Taylor | Pride Park Stadium, Derby Spectateurs : 31 134 Arbitrage : Anthony Taylor |
| 19h55 GMT       | Rapport          |         |                                   | Pride Park Stadium, Derby Spectateurs : 31 134 Arbitrage : Anthony Taylor | Pride Park Stadium, Derby Spectateurs : 31 134 Arbitrage : Anthony Taylor |

| 30 janvier 2016 | Colchester United (3) | 1 - 4   | Tottenham Hotspur (1)                   |                                                                                           |                                                                                           |
| 12h45 GMT       | Davies 80e (csc)      | (0 - 1) | Chadli 27e 79e · Dier 64e · Carroll 82e | Weston Homes Community Stadium, Colchester Spectateurs : 9 920 Arbitrage : Michael Oliver | Weston Homes Community Stadium, Colchester Spectateurs : 9 920 Arbitrage : Michael Oliver |
| 12h45 GMT       | Rapport               |         |                                         | Weston Homes Community Stadium, Colchester Spectateurs : 9 920 Arbitrage : Michael Oliver | Weston Homes Community Stadium, Colchester Spectateurs : 9 920 Arbitrage : Michael Oliver |

| 30 janvier 2016 | Aston Villa (1) | 0 - 4   | Manchester City (1)                        |                                                                       |                                                                       |
| 15h00 GMT       |                 | (0 - 2) | Iheanacho 4e 24e (pen.) 74e · Sterling 76e | Villa Park, Birmingham Spectateurs : 23 636 Arbitrage : Michael Jones | Villa Park, Birmingham Spectateurs : 23 636 Arbitrage : Michael Jones |
| 15h00 GMT       | Rapport         |         |                                            | Villa Park, Birmingham Spectateurs : 23 636 Arbitrage : Michael Jones | Villa Park, Birmingham Spectateurs : 23 636 Arbitrage : Michael Jones |

| 30 janvier 2016 | Bolton Wanderers (2) | 1 - 2   | Leeds United (2)            |                                                                        |                                                                        |
| 15h00 GMT       | Pratley 80e          | (0 - 2) | Doukara 8e · Diagouraga 39e | Macron Stadium, Bolton Spectateurs : 17 336 Arbitrage : Andre Marriner | Macron Stadium, Bolton Spectateurs : 17 336 Arbitrage : Andre Marriner |
| 15h00 GMT       | Rapport              |         |                             | Macron Stadium, Bolton Spectateurs : 17 336 Arbitrage : Andre Marriner | Macron Stadium, Bolton Spectateurs : 17 336 Arbitrage : Andre Marriner |

| 30 janvier 2016 | Arsenal (1)                | 2 - 1   | Burnley (2) |                                                                       |                                                                       |
| 15h00 GMT       | Chambers 19e · Sánchez 53e | (1 - 1) | Vokes 30e   | Emirates Stadium, Londres Spectateurs : 59 932 Arbitrage : Roger East | Emirates Stadium, Londres Spectateurs : 59 932 Arbitrage : Roger East |
| 15h00 GMT       | Rapport                    |         |             | Emirates Stadium, Londres Spectateurs : 59 932 Arbitrage : Roger East | Emirates Stadium, Londres Spectateurs : 59 932 Arbitrage : Roger East |

| 30 janvier 2016 | Bury (3)  | 1 - 3   | Hull City (2)        |                                                             |                                                             |
| 15h00 GMT       | Jones 86e | (0 - 1) | Akpom 14e 57e (pen.) | Gigg Lane, Bury Spectateurs : 7 064 Arbitrage : Darren Bond | Gigg Lane, Bury Spectateurs : 7 064 Arbitrage : Darren Bond |
| 15h00 GMT       | Rapport   |         |                      | Gigg Lane, Bury Spectateurs : 7 064 Arbitrage : Darren Bond | Gigg Lane, Bury Spectateurs : 7 064 Arbitrage : Darren Bond |

| 30 janvier 2016 | Portsmouth (4) | 1 - 2   | Bournemouth (1)     |                                                                        |                                                                        |
| 15h00 GMT       | Roberts 43e    | (1 - 0) | King 71e · Pugh 83e | Fratton Park, Portsmouth Spectateurs : 18 901 Arbitrage : Michael Dean | Fratton Park, Portsmouth Spectateurs : 18 901 Arbitrage : Michael Dean |
| 15h00 GMT       | Rapport        |         |                     | Fratton Park, Portsmouth Spectateurs : 18 901 Arbitrage : Michael Dean | Fratton Park, Portsmouth Spectateurs : 18 901 Arbitrage : Michael Dean |

| 30 janvier 2016 | Shrewsbury Town (3)                          | 3 - 2   | Sheffield Wednesday (2) |                                                                     |                                                                     |
| 15h00 GMT       | Akpa Akpro 56e · Whalley 87e · Grimmer 90+7e | (0 - 1) | McGugan 19e 76e         | New Meadow, Shrewsbury Spectateurs : 5 699 Arbitrage : Paul Tierney | New Meadow, Shrewsbury Spectateurs : 5 699 Arbitrage : Paul Tierney |
| 15h00 GMT       | Rapport                                      |         |                         | New Meadow, Shrewsbury Spectateurs : 5 699 Arbitrage : Paul Tierney | New Meadow, Shrewsbury Spectateurs : 5 699 Arbitrage : Paul Tierney |

| 30 janvier 2016 | Nottingham Forest (2) | 0 - 1   | Watford (1) |                                                                             |                                                                             |
| 15h00 GMT       |                       | (0 - 0) | Ighalo 89e  | City Ground, West Bridgford Spectateurs : 24 703 Arbitrage : Neil Swarbrick | City Ground, West Bridgford Spectateurs : 24 703 Arbitrage : Neil Swarbrick |
| 15h00 GMT       | Rapport               |         |             | City Ground, West Bridgford Spectateurs : 24 703 Arbitrage : Neil Swarbrick | City Ground, West Bridgford Spectateurs : 24 703 Arbitrage : Neil Swarbrick |

| 30 janvier 2016 | Crystal Palace (1) | 1 - 0   | Stoke City (1) |                                                                          |                                                                          |
| 15h00 GMT       | Zaha 17e           | (1 - 0) |                | Selhurst Park, Londres Spectateurs : 17 062 Arbitrage : Mark Clattenburg | Selhurst Park, Londres Spectateurs : 17 062 Arbitrage : Mark Clattenburg |
| 15h00 GMT       | Rapport            |         |                | Selhurst Park, Londres Spectateurs : 17 062 Arbitrage : Mark Clattenburg | Selhurst Park, Londres Spectateurs : 17 062 Arbitrage : Mark Clattenburg |

| 30 janvier 2016 | Oxford United (4) | 0 - 3   | Blackburn Rovers (2)                 |                                                                     |                                                                     |
| 15h00 GMT       |                   | (0 - 2) | Marshall 36e (pen.) 76e · Watt 45+2e | Kassam Stadium, Oxford Spectateurs : 11 647 Arbitrage : Andy Davies | Kassam Stadium, Oxford Spectateurs : 11 647 Arbitrage : Andy Davies |
| 15h00 GMT       | Rapport           |         |                                      | Kassam Stadium, Oxford Spectateurs : 11 647 Arbitrage : Andy Davies | Kassam Stadium, Oxford Spectateurs : 11 647 Arbitrage : Andy Davies |

| 30 janvier 2016 | Reading (2)                                    | 4 - 0   | Walsall (3) |                                                                         |                                                                         |
| 15h00 GMT       | Robson-Kanu 37e · Vydra 40e 89e · Williams 75e | (2 - 0) |             | Madejski Stadium, Reading Spectateurs : 13 367 Arbitrage : Peter Bankes | Madejski Stadium, Reading Spectateurs : 13 367 Arbitrage : Peter Bankes |
| 15h00 GMT       | Rapport                                        |         |             | Madejski Stadium, Reading Spectateurs : 13 367 Arbitrage : Peter Bankes | Madejski Stadium, Reading Spectateurs : 13 367 Arbitrage : Peter Bankes |

| 30 janvier 2016 | West Bromwich Albion (1) | 2 - 2   | Peterborough United (3)     |                                                                            |                                                                            |
| 15h00 GMT       | Berahino 14e 84e         | (1 - 0) | Coulthirst 79e · Taylor 86e | The Hawthorns, West Bromwich Spectateurs : 22 517 Arbitrage : Kevin Friend | The Hawthorns, West Bromwich Spectateurs : 22 517 Arbitrage : Kevin Friend |
| 15h00 GMT       | Rapport                  |         |                             | The Hawthorns, West Bromwich Spectateurs : 22 517 Arbitrage : Kevin Friend | The Hawthorns, West Bromwich Spectateurs : 22 517 Arbitrage : Kevin Friend |

| 30 janvier 2016 | Liverpool (1) | 0 - 0 | West Ham United (1) |                                                                     |                                                                     |
| 17h30 GMT       |               |       |                     | Anfield, Liverpool Spectateurs : 44 006 Arbitrage : Martin Atkinson | Anfield, Liverpool Spectateurs : 44 006 Arbitrage : Martin Atkinson |
| 17h30 GMT       | Rapport       |       |                     | Anfield, Liverpool Spectateurs : 44 006 Arbitrage : Martin Atkinson | Anfield, Liverpool Spectateurs : 44 006 Arbitrage : Martin Atkinson |

| 31 janvier 2016 | Carlisle United (4) | 0 - 3   | Everton (1)                        |                                                                   |                                                                   |
| 13h30 GMT       |                     | (0 - 2) | Koné 2e · Lennon 14e · Barkley 65e | Brunton Park, Carlisle Spectateurs : 17 101 Arbitrage : Lee Mason | Brunton Park, Carlisle Spectateurs : 17 101 Arbitrage : Lee Mason |
| 13h30 GMT       | Rapport             |         |                                    | Brunton Park, Carlisle Spectateurs : 17 101 Arbitrage : Lee Mason | Brunton Park, Carlisle Spectateurs : 17 101 Arbitrage : Lee Mason |

| 31 janvier 2016 | Milton Keynes Dons (2) | 1 - 5   | Chelsea (1)                                        |                                                                          |                                                                          |
| 16h00 GMT       | Potter 21e             | (1 - 3) | Oscar 15e 32e 44e · Hazard 55e (pen.) · Traoré 62e | Stadium mk, Milton Keynes Spectateurs : 28 127 Arbitrage : Jonathan Moss | Stadium mk, Milton Keynes Spectateurs : 28 127 Arbitrage : Jonathan Moss |
| 16h00 GMT       | Rapport                |         |                                                    | Stadium mk, Milton Keynes Spectateurs : 28 127 Arbitrage : Jonathan Moss | Stadium mk, Milton Keynes Spectateurs : 28 127 Arbitrage : Jonathan Moss |

### Matchs rejoués
| 9 février 2016 | West Ham United (1)          | 2 - 1 a. p. | Liverpool (1) |                                                                    |                                                                    |
| 19h45 GMT      | Antonio 45e · Ogbonna 120+1e | (1 - 1)     | Coutinho 48e  | Boleyn Ground, Londres Spectateurs : 34 433 Arbitrage : Roger East | Boleyn Ground, Londres Spectateurs : 34 433 Arbitrage : Roger East |
| 19h45 GMT      | Rapport                      |             |               | Boleyn Ground, Londres Spectateurs : 34 433 Arbitrage : Roger East | Boleyn Ground, Londres Spectateurs : 34 433 Arbitrage : Roger East |

| 10 février 2016 | Peterborough United (3)                       | 1 - 1 a. p. 3 - 4 t. a. b. | West Bromwich Albion (1)                            |                                                                                  |                                                                                  |
| 19h45 GMT       | Taylor 55e                                    | (0 - 0)                    | Fletcher 71e                                        | London Road Stadium, Peterborough Spectateurs : 10 632 Arbitrage : Michael Jones | London Road Stadium, Peterborough Spectateurs : 10 632 Arbitrage : Michael Jones |
| 19h45 GMT       | Rapport                                       |                            |                                                     | London Road Stadium, Peterborough Spectateurs : 10 632 Arbitrage : Michael Jones | London Road Stadium, Peterborough Spectateurs : 10 632 Arbitrage : Michael Jones |
| 19h45 GMT       | Bostwick · Maddison · Samuelsen · Fox · Angol | Tirs au but 3 - 4          | Pocognoli · Berahino · Gardner · Fletcher · Chester | London Road Stadium, Peterborough Spectateurs : 10 632 Arbitrage : Michael Jones | London Road Stadium, Peterborough Spectateurs : 10 632 Arbitrage : Michael Jones |

## Cinquième tour (1/8 de finale)
L'équipe du niveau le plus bas dans la hiérarchie du football anglais encore en lice est Shrewsbury Town. Elle évolue en League One (D3).
| 20 février 2016 | Arsenal (1) | 0 - 0 | Hull City (2) |                                                                      |                                                                      |
| 12h45 GMT       |             |       |               | Emirates Stadium, Londres Spectateurs : 59 830 Arbitrage : Mike Dean | Emirates Stadium, Londres Spectateurs : 59 830 Arbitrage : Mike Dean |
| 12h45 GMT       | Rapport     |       |               | Emirates Stadium, Londres Spectateurs : 59 830 Arbitrage : Mike Dean | Emirates Stadium, Londres Spectateurs : 59 830 Arbitrage : Mike Dean |

| 20 février 2016 | Reading Football Club (2)               | 3 - 1   | West Bromwich Albion (1) |                                                                           |                                                                           |
| 15h00 GMT       | McShane 59e · Hector 72e · Piazon 90+4e | (0 - 0) | Fletcher 54e             | Madejski Stadium, Reading Spectateurs : 19 566 Arbitrage : Anthony Taylor | Madejski Stadium, Reading Spectateurs : 19 566 Arbitrage : Anthony Taylor |
| 15h00 GMT       | Rapport                                 |         |                          | Madejski Stadium, Reading Spectateurs : 19 566 Arbitrage : Anthony Taylor | Madejski Stadium, Reading Spectateurs : 19 566 Arbitrage : Anthony Taylor |

| 20 février 2016 | Watford (1)       | 1 - 0   | Leeds United (2) |                                                                        |                                                                        |
| 15h00 GMT       | Wootton 53e (csc) | (0 - 0) |                  | Vicarage Road, Watford Spectateurs : 18 336 Arbitrage : Michael Oliver | Vicarage Road, Watford Spectateurs : 18 336 Arbitrage : Michael Oliver |
| 15h00 GMT       | Rapport           |         |                  | Vicarage Road, Watford Spectateurs : 18 336 Arbitrage : Michael Oliver | Vicarage Road, Watford Spectateurs : 18 336 Arbitrage : Michael Oliver |

| 20 février 2016 | Bournemouth (1) | 0 - 2   | Everton (1)              |                                                                          |                                                                          |
| 17h15 GMT       |                 | (0 - 0) | Barkley 55e · Lukaku 76e | Dean Court, Bournemouth Spectateurs : 11 404 Arbitrage : Martin Atkinson | Dean Court, Bournemouth Spectateurs : 11 404 Arbitrage : Martin Atkinson |
| 17h15 GMT       | Rapport         |         |                          | Dean Court, Bournemouth Spectateurs : 11 404 Arbitrage : Martin Atkinson | Dean Court, Bournemouth Spectateurs : 11 404 Arbitrage : Martin Atkinson |

| 21 février 2016 | Blackburn Rovers (2) | 1 - 5   | West Ham United (1)                           |                                                                      |                                                                      |
| 14h00 GMT       | Marshall 20e         | (1 - 2) | Moses 26e · Payet 36e 90+2e · Emenike 64e 85e | Ewood Park, Blackburn Spectateurs : 18 793 Arbitrage : Jonathan Moss | Ewood Park, Blackburn Spectateurs : 18 793 Arbitrage : Jonathan Moss |
| 14h00 GMT       | Rapport              |         |                                               | Ewood Park, Blackburn Spectateurs : 18 793 Arbitrage : Jonathan Moss | Ewood Park, Blackburn Spectateurs : 18 793 Arbitrage : Jonathan Moss |

| 21 février 2016 | Tottenham Hotspur (1) | 0 - 1   | Crystal Palace (1) |                                                                        |                                                                        |
| 15h00 GMT       |                       | (0 - 1) | Kelly 45+1e        | White Hart Lane, Londres Spectateurs : 35 547 Arbitrage : Craig Pawson | White Hart Lane, Londres Spectateurs : 35 547 Arbitrage : Craig Pawson |
| 15h00 GMT       | Rapport               |         |                    | White Hart Lane, Londres Spectateurs : 35 547 Arbitrage : Craig Pawson | White Hart Lane, Londres Spectateurs : 35 547 Arbitrage : Craig Pawson |

| 21 février 2016 | Chelsea (1)                                                    | 5 - 1   | Manchester City (1) |                                                                          |                                                                          |
| 16h00 GMT       | Costa 35e · Willian 48e · Cahill 53e · Hazard 67e · Traoré 89e | (1 - 1) | Faupala 37e         | Stamford Bridge, Londres Spectateurs : 41 594 Arbitrage : Andre Marriner | Stamford Bridge, Londres Spectateurs : 41 594 Arbitrage : Andre Marriner |
| 16h00 GMT       | Rapport                                                        |         |                     | Stamford Bridge, Londres Spectateurs : 41 594 Arbitrage : Andre Marriner | Stamford Bridge, Londres Spectateurs : 41 594 Arbitrage : Andre Marriner |

| 22 février 2016 | Shrewsbury Town (3) | 0 - 3   | Manchester United (1)                   |                                                                      |                                                                      |
| 19h45 GMT       |                     | (0 - 2) | Smalling 37e · Mata 45+2e · Lingard 61e | New Meadow, Shrewsbury Spectateurs : 9 370 Arbitrage : Robert Madley | New Meadow, Shrewsbury Spectateurs : 9 370 Arbitrage : Robert Madley |
| 19h45 GMT       | Rapport             |         |                                         | New Meadow, Shrewsbury Spectateurs : 9 370 Arbitrage : Robert Madley | New Meadow, Shrewsbury Spectateurs : 9 370 Arbitrage : Robert Madley |

### Matchs rejoués
| 8 mars 2016 | Hull City (2) | 0 - 4   | Arsenal (1)                      |                                                                            |                                                                            |
| 19h00 GMT   |               | (0 - 1) | Giroud 41e 71e · Walcott 77e 88e | KC Stadium, Kingston-upon-Hull Spectateurs : 20 993 Arbitrage : Mike Jones | KC Stadium, Kingston-upon-Hull Spectateurs : 20 993 Arbitrage : Mike Jones |
| 19h00 GMT   | Rapport       |         |                                  | KC Stadium, Kingston-upon-Hull Spectateurs : 20 993 Arbitrage : Mike Jones | KC Stadium, Kingston-upon-Hull Spectateurs : 20 993 Arbitrage : Mike Jones |

## Quarts de finale
Le tirage au sort a eu lieu le dimanche 21 février 2016.
| 11 mars 2016 | Reading Football Club (2) | 0 - 2   | Crystal Palace (1)                 |                                                                      |                                                                      |
| 19h55 GMT    |                           | (0 - 0) | Cabaye 86e (pen.) · Campbell 90+4e | Madejski Stadium, Reading Spectateurs : 23 110 Arbitrage : Mike Dean | Madejski Stadium, Reading Spectateurs : 23 110 Arbitrage : Mike Dean |
| 19h55 GMT    | Rapport                   |         |                                    | Madejski Stadium, Reading Spectateurs : 23 110 Arbitrage : Mike Dean | Madejski Stadium, Reading Spectateurs : 23 110 Arbitrage : Mike Dean |

| 12 mars 2016 | Everton (1)    | 2 - 0   | Chelsea (1) |                                                                          |                                                                          |
| 17h30 GMT    | Lukaku 77e 82e | (0 - 0) |             | Goodison Park, Liverpool Spectateurs : 37 283 Arbitrage : Michael Oliver | Goodison Park, Liverpool Spectateurs : 37 283 Arbitrage : Michael Oliver |
| 17h30 GMT    | Rapport        |         |             | Goodison Park, Liverpool Spectateurs : 37 283 Arbitrage : Michael Oliver | Goodison Park, Liverpool Spectateurs : 37 283 Arbitrage : Michael Oliver |

| 13 mars 2016 | Arsenal (1) | 1 - 2   | Watford (1)                |                                                                           |                                                                           |
| 13h30 GMT    | Welbeck 88e | (0 - 0) | Ighalo 50e · Guedioura 63e | Emirates Stadium, Londres Spectateurs : 58 436 Arbitrage : Andre Marriner | Emirates Stadium, Londres Spectateurs : 58 436 Arbitrage : Andre Marriner |
| 13h30 GMT    | Rapport     |         |                            | Emirates Stadium, Londres Spectateurs : 58 436 Arbitrage : Andre Marriner | Emirates Stadium, Londres Spectateurs : 58 436 Arbitrage : Andre Marriner |

| 13 mars 2016 | Manchester United (1) | 1 - 1   | West Ham United (1) |                                                                           |                                                                           |
| 16h00 GMT    | Martial 83e           | (0 - 0) | Payet 68e           | Old Trafford, Manchester Spectateurs : 74 298 Arbitrage : Martin Atkinson | Old Trafford, Manchester Spectateurs : 74 298 Arbitrage : Martin Atkinson |
| 16h00 GMT    | Rapport               |         |                     | Old Trafford, Manchester Spectateurs : 74 298 Arbitrage : Martin Atkinson | Old Trafford, Manchester Spectateurs : 74 298 Arbitrage : Martin Atkinson |

### Matchs rejoués
| 13 avril 2016 | West Ham United (1) | 1 - 2   | Manchester United (1)       |                                                                    |                                                                    |
| 19h00 GMT     | Tomkins 79e         | (0 - 0) | Rashford 54e · Fellaini 67e | Boleyn Ground, Londres Spectateurs : 33 505 Arbitrage : Roger East | Boleyn Ground, Londres Spectateurs : 33 505 Arbitrage : Roger East |
| 19h00 GMT     | Rapport             |         |                             | Boleyn Ground, Londres Spectateurs : 33 505 Arbitrage : Roger East | Boleyn Ground, Londres Spectateurs : 33 505 Arbitrage : Roger East |

## Demi-finales
Le tirage au sort a eu lieu le 14 mars 2016.
| 23 avril 2016 | Everton (1)        | 1 - 2   | Manchester United (1)        |                                                                  |                                                                  |
| 17h15 GMT     | Smalling 75e (csc) | (0 - 1) | Fellaini 34e · Martial 90+3e | Wembley, Londres Spectateurs : 86 064 Arbitrage : Anthony Taylor | Wembley, Londres Spectateurs : 86 064 Arbitrage : Anthony Taylor |
| 17h15 GMT     | Rapport            |         |                              | Wembley, Londres Spectateurs : 86 064 Arbitrage : Anthony Taylor | Wembley, Londres Spectateurs : 86 064 Arbitrage : Anthony Taylor |

| 24 avril 2016 | Crystal Palace (1)       | 2 - 1   | Watford (1) |                                                                |                                                                |
| 16h00 GMT     | Bolasie 6e · Wickham 61e | (1 - 0) | Deeney 55e  | Wembley, Londres Spectateurs : 79 110 Arbitrage : Craig Pawson | Wembley, Londres Spectateurs : 79 110 Arbitrage : Craig Pawson |
| 16h00 GMT     | Rapport                  |         |             | Wembley, Londres Spectateurs : 79 110 Arbitrage : Craig Pawson | Wembley, Londres Spectateurs : 79 110 Arbitrage : Craig Pawson |

## Finale
| 21 mai 2016 | Crystal Palace (1) | 1 - 2 ap       | Manchester United (1)   |                                                                    |                                                                    |
| 17h30 GMT   | Puncheon 78e       | (0 - 0, 1 - 1) | 81e Mata · 110e Lingard | Wembley, Londres Spectateurs : 88 619 Arbitrage : Mark Clattenburg | Wembley, Londres Spectateurs : 88 619 Arbitrage : Mark Clattenburg |
| 17h30 GMT   | Rapport            |                |                         | Wembley, Londres Spectateurs : 88 619 Arbitrage : Mark Clattenburg | Wembley, Londres Spectateurs : 88 619 Arbitrage : Mark Clattenburg |